# 黃慶勳
黃慶勳（Danny Wong Hing-Fan）是香港導演，此前廿年一直擔任副導演，當中多是鄭保瑞導演電影，2018年首次執導《麥路人》，獲得香港電影金像獎最佳影片等10項提名。

## 電影作品
| 年份 | 名稱   | 職務 | 職務 | 職務 | 備註   |
| 年份 | 名稱   | 導演 | 編劇 | 監製 | 備註   |
| ---- | ------ | ---- | ---- | ---- | ------ |
| 2020 | 麥路人 | 是   | 否   | 否   | 處女作 |
| 2023 | 斷網   | 是   | 否   | 否   |        |

## 外部連結
- 黃慶勳在香港影庫上的簡介
- 黃慶勳在互联网电影资料库（IMDb）上的資料（英文）
- 黃慶勳在豆瓣上的资料（简体中文）
- 黃慶勳在时光网上的簡介（简体中文）